# یواس‌اس سیل (اس‌اس-۱۸۳)
یواس‌اس سیل (اس‌اس-۱۸۳) (به انگلیسی: USS Seal (SS-183)) یک زیردریایی بود که طول آن ۳۰۸ فوت ۰ اینچ (۹۳٫۸۸ متر) بود. این زیردریایی در سال ۱۹۳۷ ساخته شد.